# Pavel Bittner
Pavel Bittner (født 29. oktober 2002 i Olomouc) er en cykelrytter fra Tjekkiet, der kører for Fejl i Modul:Cykelhold: Wikidata-entitet ikke angivet..